# Jésus chassant les marchands du Temple
Jésus chassant les marchands du Temple est un tableau réalisé par le peintre flamand Jacob Jordaens en 1645-1650. De format horizontal, cette huile sur toile est une peinture chrétienne qui représente l'expulsion des marchands du Temple. Jésus y figure son fouet levé alors que dans l'amoncellement d'hommes, de femmes et de bétail ayant investi le Temple de Jérusalem, deux marchands tombent à la renverse, dont l'un qui apparaît en raccourci au premier plan, au centre de la composition. Acquise par Louis XV de Charles-Joseph Natoire, l'œuvre est conservée au musée du Louvre, à Paris, en France.